# Instituto Botánico de Cayena
El Instituto Botánico de Cayena (en francés: Institut de Botanique de Cayenne) es un jardín botánico de administración estatal dedicado a la investigación botánica que se encuentra en la ciudad de Cayena, Guayana Francesa.
El código de identificación del Institut de Botanique de Cayenne como miembro del "Botanic Gardens Conservation Internacional" (BGCI), así como las siglas de su herbario es CAY.

## Localización
Institut de Recherche pour le Developpement, Ronte de Montabo, B.P. 165, 97323 Cayenne, La Guyane, France-Francia.
Planos y vistas satelitales.4°56′4.5594″N 52°19′49.08″O / 4.934599833, -52.3303000
Se puede visitar previa cita.

## Historia
Fue creado en 1965 por parte del estado, con la intención de investigar las especies vegetales del territorio de la Guayana Francesa para su aprovechamiento y mejora de la economía de la zona.

## Colecciones
Entre las plantas de especial interés se encuentran especies endémicas de la Flora de la Guayana de áreas submontanas.
Incluye el herbario de La Guayana con aproximadamente más de 100 000 especímenes.